# وراجی، صداهایی که در سرمان می‌پیچند
وراجی، صداهایی که در سرمان می‌پیچند کتابی نوشتهٔ ایتن کراس درمورد صداهایی که در سرمان می‌پیچند و راه‌وروش مهار آن‌ها سخن گفته است.
ایتن کراس، استاد دانشگاه میشیگان و از پیشگامان حوزهٔ کنترل ذهن، معتقد است این مکالمات شیوهٔ زندگی شخصی ما و روابطمان با دیگران را به‌شدت تحت تأثیر قرار می‌دهند و اگر نتوانیم آن‌ها را مهار کنیم ذهنی آشفته و اراده‌ای ضعیف خواهیم داشت. او در این کتاب ریشه‌های نشخوارهای ذهنی را بررسی می‌کند و فایده‌ها و آسیب‌های آن را برمی‌شمرد و راه‌هایی پیشنهاد می‌کند که بتوانیم وراجی‌های ذهنمان را مهار کنیم و گفت‌وگوهای درونی مؤثری با خود داشته باشیم.

## بخش‌هایی از کتاب
- وراجی شامل افکار و هیجانات منفی تکرارشونده‌ای است که باعث می‌شوند قابلیت درون‌نگری خارق‌العادهٔ ما، به‌جای اینکه برایمان موهبت باشد، به آفت جانمان تبدیل شود. عملکرد، تصمیم‌گیری، روابط، شادکامی و سلامتی ما با وراجی به خطر می‌افتد. آن‌قدر به افتضاحی که سرِ کار به بار آورده‌ایم یا اختلافی که با عزیزی داریم فکر می‌کنیم که، دست‌آخر، با هجوم احساسات بد مواجه می‌شویم. بعد فکرمان دوباره، و باز دوباره، می‌رود سمتش.